# Димитров, Янчо
Янчо Димитров (болг. Янчо Димитров; 11 марта 1943, Димитровград, Хасковская область — 4 декабря 1992) — болгарский футболист, нападающий.

## Карьера

### Клубная карьера
Во взрослом футболе дебютировал в 1960 году в клубе «Димитровград», где играл на протяжении одного сезона.
В 1961 году перешёл в клуб «Берое», где провёл большую часть своей игровой карьеры, приняв участие в 172 матчах и забив 44 гола. В сезоне 1967/68 клуб дошёл до финала национального кубка, проиграв «Спартаку» (София) со счетом 3:2. Однако сам Димитров участвовать в матче не смог, так как был дисквалифицирован во время матча против «Локомотива» (Пловдив) несколькими днями ранее.
В 1968 году перешёл в клуб «Славия» (София), где и завершил карьеру футболиста четыре сезона спустя.

### Карьера в сборной
В 1965 году дебютировал в официальных матчах в составе национальной сборной Болгарии. В составе сборной выступал на футбольном турнире летних Олимпийских игр 1968 года, где команда завоевала серебряную медаль.
Всего в составе сборной принял участие в 10 матчах, забив три гола.

### Смерть
Скончался 4 декабря 1992 года в возрасте 49 лет.